# Província de Sivas
La província de Sivas es troba a la part oriental de la regió d'Anatòlia central de Turquia; és la segona província més gran del país. La seva capital és la ciutat de Sivas.
Les províncies adjacents a Sivas són Yozgat a l'oest, Kayseri al sud-oest, Kahramanmaraş al sud, Malatya al sud-oest, Erzincan a l'est, Giresun al nord-est, i Ordu al nord. La seva capital és Sivas.
La majoria de la província de Sivas comparteix el clima de la regió d'Anatòlia central, en la qual la temporada estiuenca és càlida i seca, mentre que els hiverns són freds i amb neu. Tanmateix, la part del nord de la província comparteix el clima de la mar Negra, mentre que la porció oriental comparteix el clima de la regió més alta d'Anatòlia oriental.
Aquesta província destaca per les seves aigües termals.

## Districtes
La província de Sivas es divideix en 17 districtes (el districte de la capital apareix en negreta):
| - Akıncılar - Altinyayla - Divriği - Doğanşar - Gemerek - Gölova - Gürün - Hafik - İmranlı | - Kangal - Koyulhisar - Şarkışla - Sivas - Suşehri - Ulaş - Yıldızeli - Zara |

## Història
La ruta de la Seda i la ruta reial persa passaven a través de Sivas.
Segons les fonts històriques, la regió de la província de Sivas va ser habitada per primera vegada durant el període de la civilització hitita, abans del començament del 2000 aC i esdevingué un assentament important. La regió, llavors, es va trobar amb els regnats dels frigis, lidis, assiris, seljúcides, romans d'Orient, romans, danixmendites, i les civilitzacions de l'Il-kanat, els eretnaoğulları i els otomans.
Els fonaments de la moderna República Turca s'establiren en el congrés de Sivas, reunit a tal efecte el 4 de setembre de 1919, durant la presidència de Mustafa Kemal Atatürk; així doncs, la província de Sivas va esdevenir important per a la història de la nació turca.